# Zswap
zswap – funkcjonalność jądra Linuxa, która udostępnia kompresowalną pamięć podręczną dla stron pamięci podlegających wymianie. Strony takie, zamiast zostać przeniesione do partycji wymiany (lub pliku wymiany), mogą zostać skompresowane i przetrzymane w przeznaczonym do tego obszarze pamięci RAM. Pozwala to na odwleczenie, a w niektórych przypadkach na całkowite uniknięcie zapisu do rzeczywistego urządzenia wymiany, co może skutkować znaczącym obniżeniem ilości operacji wejścia-wyjścia. Jest to jednak okupione zwiększonym zużyciem mocy obliczeniowej procesora, ze względu na konieczność wykonania kompresji.